# Spårvägar i Finland

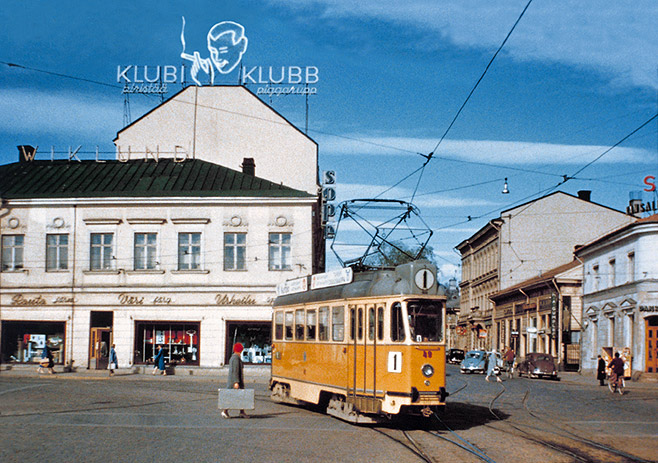
Linje 1 mot Hamnen vid Salutorget i Åbo år 1959.

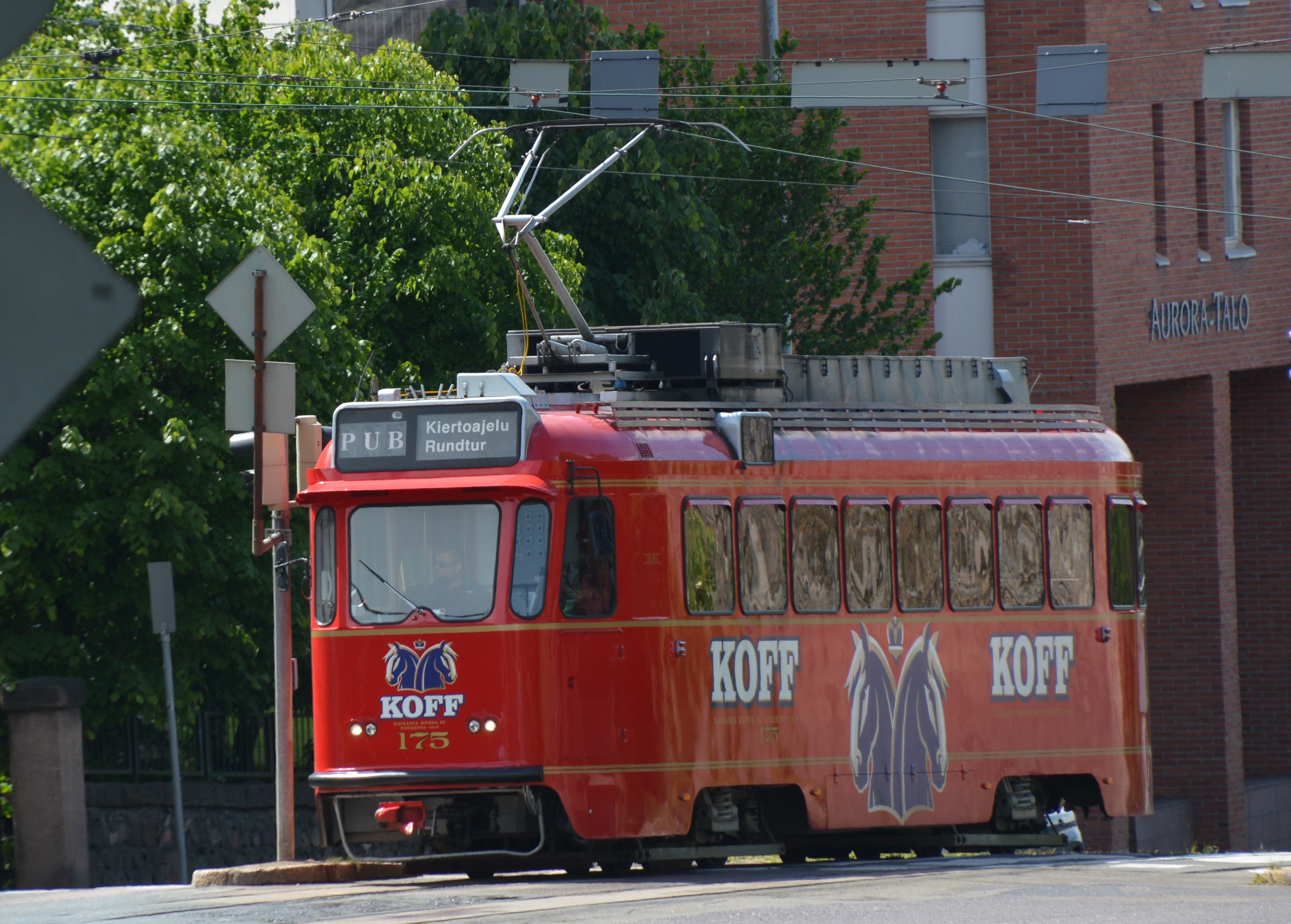
Spårakoff i Helsingfors, 2018.

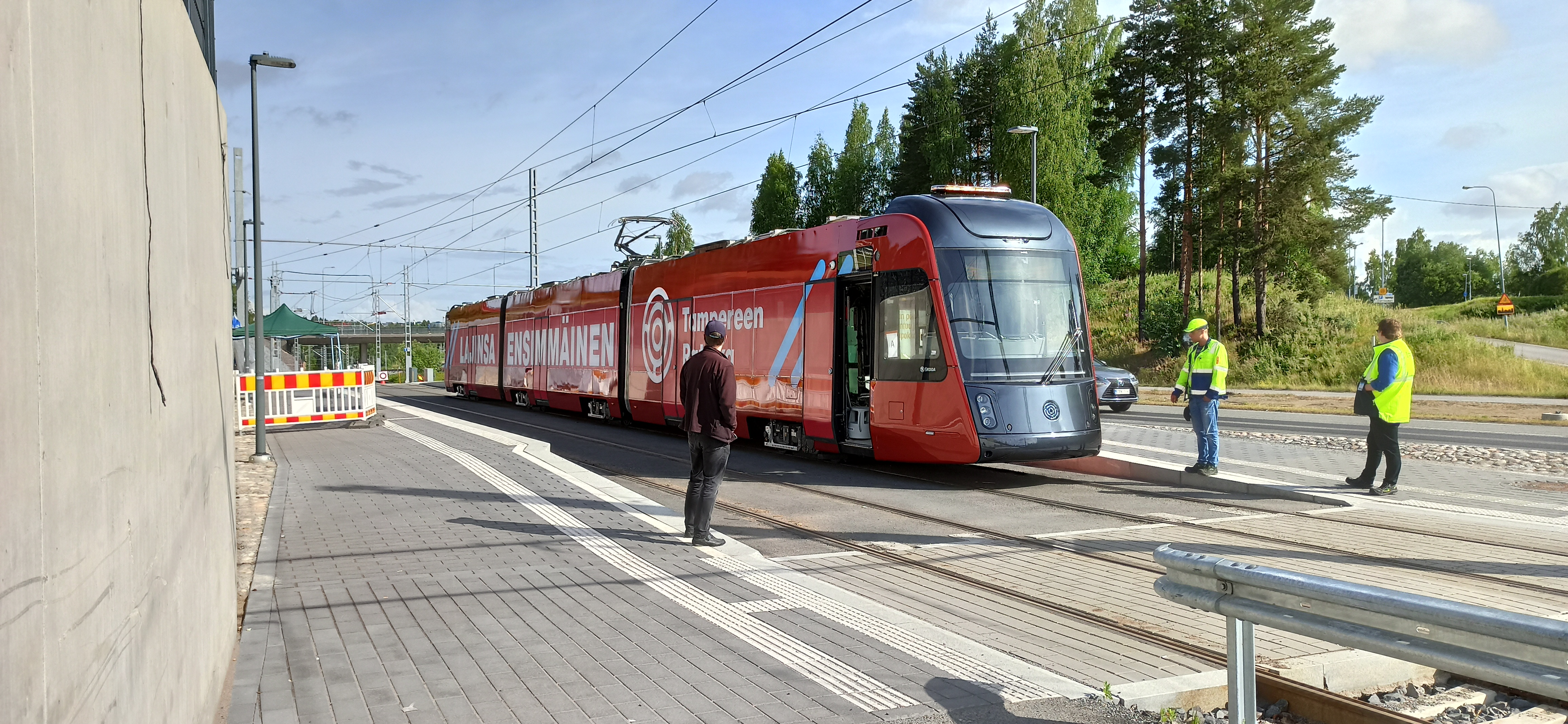
Testkörning i Tammerfors 2020.

Spårvägar i Finland kan dateras till 1890, då en hästdragen spårväg togs i bruk i Åbo. Elektrisk spårvägstrafik inleddes i Finland år 1900 i Helsingfors, medan den sista hästdragna spårvägen var i bruk till 1917. I Finland fanns tre städer med spårvägar mellan 1912 och andra världskriget, men år 1972 fanns det spårvägar kvar endast i Helsingfors. Först nästan 50 år senare öppnades ett nytt spårvägssystem i Tammerfors, år 2021. Det har funnits planer på spårvägar också i andra finska städer, mest konkret ett återinförande av spårvägstrafik i Åbo. 

## Förteckning över orter som har eller har haft spårväg
| Ort         | Artikel               | Fram- drivning | Period               | Spår- vidd (mm) | Fordonsfärg | Fordonsfärg | Fordonsfärg | Fordonsfärg | Fordonsfärg |
| Ort         | Artikel               | Fram- drivning | Period               | Spår- vidd (mm) | Äldre       | Äldre       | Nyare       | Nyare       | Nyare       |
| Helsingfors | Helsingfors spårvägar | Häst           | 1891–1901            | 1000            |             |             |             |             |             |
| Helsingfors | Helsingfors spårvägar | El             | 1900–                | 1000            |             |             |             |             |             |
| Viborg      | Viborgs spårvägar     | El             | 1912–1939, 1943–1957 | 1000            |             |             |             |             |             |
| Åbo         | Åbo spårvägar         | Häst           | 1890–1892            | 1435            |             |             |             |             |             |
| Åbo         | Åbo spårvägar         | El             | 1908–1972            | 1000            |             |             |             |             |             |
| Tammerfors  | Tammerfors spårvägar  | El             | 2021–                | 1435            |             |             |             |             |             |

Anmärkningar:
- Det har varit hästdragen spårvägstrafik på Drumsö (1913–1917) som tillhörde Hoplax kommun. Idag är Drumsö dock en stadsdel i Helsingfors.
- Ytterligare några orter (Brändö villastad, Haga köping, Hoplax och Helsinge kommun i Helsingforsnejden samt S:t Karins och S:t Marie i Åbotrakten) har haft spårväg som tillhörde en större grannkommun.

## Olika definitioner
Några smalspåriga elbanor med främst eller endast godstrafik har kallats för spårvägar. Till dessa hör "godsspårvägen" i Tammerfors (från Finlaysons bruk till Santalahti vedgård några kilometer bort, nedlagt 1957), hamnbanan i Lojo (Finlands första eldrivna järnväg, från statsjärnvägsstationen till hamnen, också persontrafik, nedlagt 1930), elbanan i Svartå (godstrafik från järnvägsstationen till bruket, nedlagt 1964 och Kyrofors industribana i Tavastkyro (Finlands sista smalspåriga industribana, nedlagt 1989).

## Historik
För närvarande finns det spårvagnstrafik i Helsingfors och Tammerfors. Tidigare har det också funnits spårvägar i Åbo och Viborg. Dessutom har det funnits planer på att införa spårvägstrafik i Lahtis och Riihimäki. 

### Helsingfors
I Helsingfors trafikerades hästspårväg mellan 1891 och 1901 och med eldrift sedan 1900. På Drumsö trafikerades dessutom en hästdriven spårväg 1913–1917. 

### Tammerfors
I Tammerfors inleddes byggandet av stadens första spåväg 2017. Skede 1 av spårvägen togs i bruk 2021.

### Åbo
Hästspårväg har funnits i Åbo 1890–1892 och eldriven spårväg 1902–1972. 

### Viborg
Viborg har haft eldriven spårväg 1912–1957. Viborg blev efter andra världskriget en del av Sovjetunionen. 

### Spårvägar som aldrig blev till
Tammerfors planerade i flera omgångar (under åren 1907 till 1923) spårvägstrafik, men först 2021 kunde stadsborna åka spårvagn. I Lahtis togs spårvägsfrågan upp under perioden 1907 till 1916. En linje skulle sammanbinda järnvägsstationen med hamnen i Vesijärvi och en grenlinje på 3 km från centrum mot Jalkaranta i nordost. I september 1922 presenterade stadsplaneringsarkitekten i Viborg, Otto-Iivari Meurman, stadsplanen över den nybildade köpingen Riihimäki. Två linjer skulle utgöra stommen för spårvägstrafiken i köpingen.

## Idag
I Helsingfors finns det för närvarande 10 spårvägslinjer, 38 km dubbelspår och 293 hållplatser, främst i innerstaden. I Tammerfors trafikerar 2 linjer 24 hållplatser på 16 km dubbelspår. 

## Framtid

### Helsingforsregionen
I Helsingforsregionen finns det flera planer att bygga ut nätet. Ett större projekt, Spårjokern, går ut på en konvertering av den nuvarande Bussjokern, linje 550 mellan Otnäs i väst och Östra Centrum i östra Helsingfors. Förutom dessa bägge bytespunkter till Helsingfors metro uppstår även bytespunkter till pendeltåg vid stationerna i Alberga, Hoplax och Åggelby. Spårjokern kommer att bli den första egentliga snabbspårvägen i Helsingfors, likt Tvärbanan i Stockholm. Helsingfors planerar också bygga ut det nuvarande spårvägsnätet i innerstaden och nya snabbspårvägar. Dessutom planerar grannkommunerna Esbo och Vanda egna snabbspårvägar.
Vanda projekterar sedan 2024 en 19 kilometer snabbspårväg (genomsnittshastighet 24 kilometer/timme) mellan Mellungsbacka över Dickursby och Helsingfors-Vanda flygplats.

### Tammerfors
I Tammerfors pågår byggandet av spårvägsnätets skede 2 som beräknas vara klar 2024.

### Åbo
I Åbo är en snabbspårvägsplan godkänd som en del av Åboregionens kollektivtrafikutredning för år 2020. Åbo stadsfullmäktige beslöt i december 2009 att på de linjer som är tyngst belastade byggs en snabbspårväg, då de finansiella och planmässiga förutsättningarna samt statens finansiering och den andel som de övriga kommunerna inom regionen ska betala för byggandet har överenskommits. Ett slutligt beslut om byggandet av spårväg inväntas 2019, vilket skulle betyda att trafiken kan inledas 2025.
En museispårväg, som skulle trafikera på sommarsäsongen vid Aura ås strand mellan Åbo slott och Mårtensbron, senare också till Salutorget, på den kanske mest attraktiva sträckan i Åbo, har föreslagits. Den gamla spårvagnshallen (med några gamla, restaurerade vagnar i driftkondition) ligger på Slottsgatan ett stenkast från slottet och åstranden och linjesträckan vore ganska kort, så museispårvägen skulle vara tämligen billig att bygga. Museispårvägsinitiativet är anhängigt i Åbo stads förvaltning, men har inte fortskridit sedan 2005.